# 1996 BR3
1996 BR3 är en asteroid i huvudbältet som upptäcktes den 27 januari 1996 av den japanska astronomen Takao Kobayashi vid Ōizumi-observatoriet.
Asteroiden har en diameter på ungefär 4 kilometer.